# Oopsis foudrasi
Oopsis foudrasi là một loài bọ cánh cứng trong họ Cerambycidae.